# 西林寺 (小牧市)
西林寺（さいりんじ）は、愛知県小牧市にある浄土宗の寺院。

## 概要
山号は宝樹山。本尊は阿弥陀如来。
法然上人尾張二十五霊場の第21番札所である。境内には小牧出身の陸軍軍人である渡辺錠太郎の銅像が建っている。戦前は小牧山の麓に置かれていたが戦後になり生家の菩提寺である西林寺に移された。

## 歴史
- 1569年（永禄12年） - 創建。

## ギャラリー

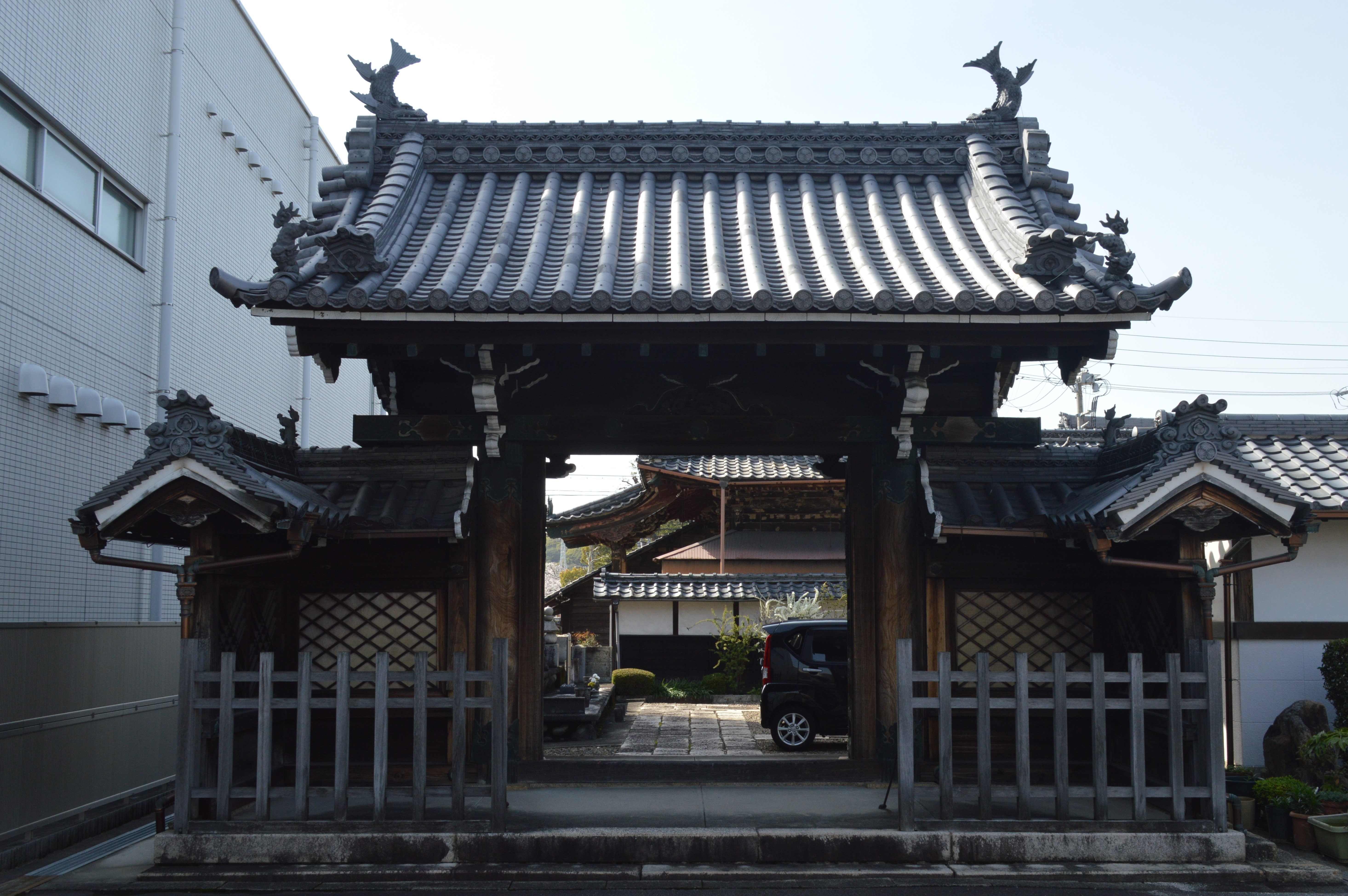
山門
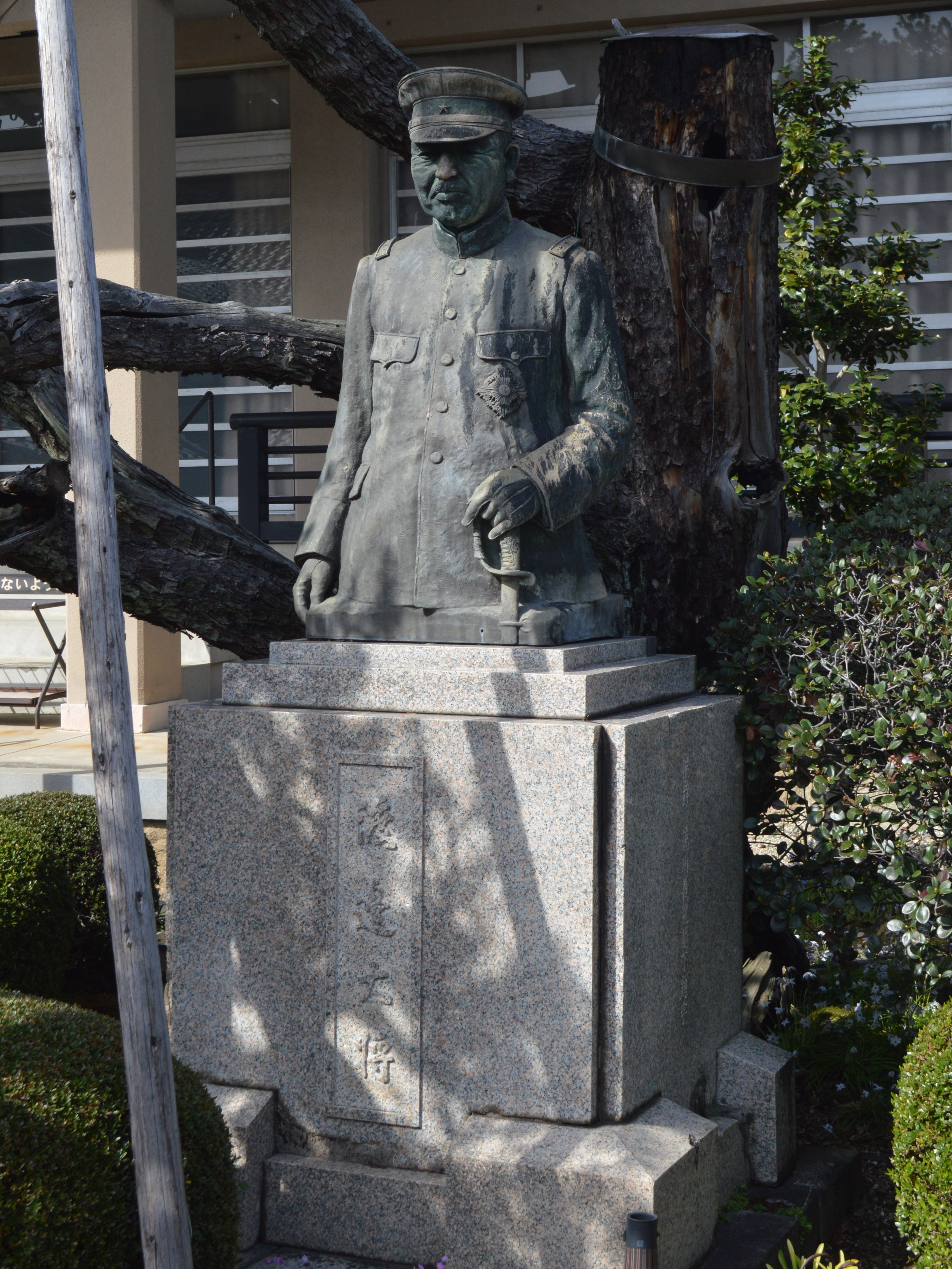
渡辺錠太郎像

## 基礎情報
所在地
- 愛知県小牧市小牧4丁目2番地

交通アクセス
- 名鉄小牧線 小牧駅から徒歩で約5分。